# Schöne Witwen sind gefährlich
Schöne Witwen sind gefährlich ist eine 1960 entstandene, britisch-italienische Filmkomödie von Mario Zampi, dessen letzte Kinoinszenierung dies war, mit Ernie Kovacs, Cyd Charisse und George Sanders in den Hauptrollen.

## Handlung
Aldo Bondi, ein eitler Geck mit schmalem Oberlippenbart, arbeitet als Angestellter in einem Beerdigungsinstitut und ist mit sich und der Welt zufrieden, denn: Das Geschäft floriert und gestorben wird immer! Anlässlich der Beerdigung eines Barons lernte er dessen berückend schöne Witwe, die Baronesse Sandra, kennen. Ganz Papagallo, dient er sich der bezaubernden Adeligen an, spendet Trost, wo er nur kann und gibt mit reichlich Schmäh den altruistischen „Kümmerer“. Denn das ist seine eigentliche Berufung: den verwitweten Damen in Not zur Seite zu stehen und ihnen ein feinfühliger Berater in allen Kümmernissen, den seelischen wie auch den finanziellen und vor allem bei erotischen Bedürfnissen, zu sein. Die intensive Witwen-Betreuung des Schlawiners hat Aldo bereits mit Martha, Beatrice und Rosalia zusammengebracht – einfältige, ältere Damen, die seinen „Service“ nur allzu gern in Anspruch nehmen. Ganz uneigennützig ist der ölige Bondi bei seinem Wirken natürlich nicht: So manches Sümmchen ist infolge seiner Bemühungen für ihn als Nach-Erben bereits rausgesprungen. Aldo weiß, dass er sich bei Neu-Witwe Sandra besonders anstrengen muss, denn die Signora ist mehr begehrt als alle seine bisherigen Klientinnen, und außerdem gefällt diese elegante Grande Dame Aldo mehr als über das rein Geschäftliche hinaus.
Signore Bondi wirft sich ins Zeug so gut er kann: Er geht bei ihr als Butler ein und als Gärtner wieder aus. Doch bald muss er feststellen, dass das große Haus der Signora Baronesse komplett überschuldet ist, da der noble Verblichene in seinem Geschäftsgebaren alles andere als nobel war. Man könnte sogar sagen, der tote Baron war ein waschechter Gauner und Betrüger. Er hatte den Zeitunterschied von, wie der englische Originaltitel verrät, „fünf goldenen Stunden“ zwischen Rom und New York genutzt, um mit angeblichen Börsenspekulationen, die ihm ebenso willige wie vor allem zahlungskräftige Investoren mit ihrem Vermögen ermöglichten, Reichtümer zu erwirtschaften. Gut ausgedacht, doch leider klappte der Trick nach dem altbekannten Schneeballsystem nicht: denn der vorgebliche Börsianer war doch nur ein simpler Spieler, der die Zeitunterschiede bezüglich der Börsenschließung in Rom und der Börsenöffnung in New York dazu nutzte, mit dem Geld der Anderen seine Spielsucht zu befriedigen – immer in der Hoffnung, durch die Gewinne, die sich jedoch nie einstellen sollten, die Kreditoren wieder auszahlen zu können. Und so schied eines Tages der Spieler aus dem Leben und hinterließ der nichts ahnenden Witwe einen Berg an Schulden.
Bis über beide Ohren verliebt, wendet Aldo Bondi nun denselben faulen Trick des Barons bei seinen ihm gewogenen Witwen Martha, Beatrice und Rosalia an und trägt die Scheine zu Sandra. Doch seine Herzdame hat viel von ihrem dahingeschiedenen Gatten gelernt: als Aldo nun den süßen Lohn für seine Hilfsbereitschaft einfordern will, ist die Witwe verschwunden und das prachtvolle Haus steht zum Verkauf. Jetzt steht Aldo das Wasser bis zum Hals, und er glaubt keine andere Lösung seines Problems zu erkennen, als die drei Gläubiger-Witwen ins Jenseits zu befördern. Der Plan misslingt, und Signore Bondi sieht keinen anderen Ausweg mehr, als urplötzlich unter Gedächtnisschwund zu leiden und sich in ein Sanatorium einliefern zu lassen. Dort lernt er Mr. Bing kennen, der ebenfalls Gedächtnisverlust vortäuscht.
Das italienische Schlitzohr hat mehr Glück als Verstand. Die reichste seiner drei Witwen verstirbt urplötzlich auf natürlichem Wege und hinterlässt dem Beerdigungsangestellten all ihre Habe. Allerdings kommt Aldo nur dann in den Genuss der Erbschaft, wenn er auch weiterhin unter Amnesie leidet und den Verrückten gibt, andernfalls wird ein katholisches Kloster Nutznießer. Schlitzohr Aldo will nicht ewig im Klinikum bleiben, und so schlägt er den Klosterbrüdern einen Deal vor: Sie machen Fifty-Fity. So kann er nun die beiden anderen Damen auszahlen, und prompt erscheint, wie aus dem Nichts, plötzlich auch wieder Baronessa Sandra auf der Bildfläche: sie ist gerade zum sechsten Mal Witwe geworden! Und sie erfährt, unter der Hand von dem ebenfalls entlassenen Mr. Bing, nunmehr ein Konfident des verliebten Aldo, dass dieser mittlerweile vermögend geworden sei. Das macht den Mann natürlich für Sandra hochinteressant. Liebe macht blind, und Aldo hört im Angesicht der Baronessa nicht auf seine innere Stimme, sondern auf seine Libido. Bald ist er Ehemann Nr. 7. der „schwarzen Witwe“ Sandra, die sich sehr schnell Gedanken macht, wie sie wohl erneut zur Witwe werden könnte.

## Produktionsnotizen
| Figur            | Darsteller     | Deutscher Sprecher    |
| ---------------- | -------------- | --------------------- |
| Aldo Bondi       | Ernie Kovacs   | Klaus Miedel          |
| Baronessa Sandra | Cyd Charisse   | Gisela Peltzer        |
| Mr. Bing         | George Sanders | Siegfried Schürenberg |
| Martha           | Kay Hammond    | Eva Eras              |
| Rosalia          | Clelia Matania | Gudrun Genest         |

Schöne Witwen sind gefährlich wurde sowohl auf Englisch als auch auf Italienisch gedreht. Die Außenaufnahmen entstanden in Bozen, Südtirol. Die italienische Aufführung erfolgte am 10. März 1961. In Deutschland lief der Film am 16. August 1963 an. Die Synchronregie hatte Franz-Otto Krüger.

## Kritiken
Die Kritiken fielen allesamt ziemlich mau aus. Nachfolgend drei Beispiele:
Der Movie & Video Guide meinte, dass die „schlaffe Komödie das Talent der Besetzung verschwenden“ würde.
Halliwell’s Film Guide sah in dem Film eine „wenig bedachte, schwarze Komödie“, der es „traurigerweise an Stil mangele“.

„Stilistisch unausgegoren und auch nur mäßig erheiternd.“